# Wiktor Majgurow
Wiktor Wiktorowicz Majgurow (ros. Виктор Викторович Майгуров, ur. 7 lutego 1969 w Swierdłowsku) – rosyjski biathlonista reprezentujący też Białoruś i ZSRR, dwukrotny medalista olimpijski i wielokrotny medalista mistrzostw świata.

## Kariera
Pierwszy sukces w karierze osiągnął w 1988 roku, kiedy jako reprezentant ZSRR na mistrzostwach świata juniorów w Chamonix zdobył brązowy  medal w sztafecie. Na rozgrywanych rok później mistrzostwach świata juniorów w Voss zwyciężył w biegu indywidualnym i sztafecie, a w sprincie był trzeci.
W zawodach Pucharu Świata zadebiutował 19 stycznia 1989 roku w Borowcu, gdzie w biegu indywidualnym został zdyskwalifikowany. Pierwsze punkty zdobył dwa dni później w tej samej miejscowości, zajmując 23. miejsce w sprincie. Na podium zawodów tego cyklu po raz pierwszy stanął 18 grudnia 1993 roku w Pokljuce, wygrywając rywalizację w sprincie. W zawodach tych wyprzedził Niemca Svena Fischera i kolejnego reprezentanta Białorusi, Aleksandra Popowa. W kolejnych startach 21 razy stawał na podium, odnosząc przy tym jeszcze siedem zwycięstw: 18 marca 1995 roku w Lillehammer, 12 grudnia 1996 roku w Oslo i 18 stycznia 1997 roku w Anterselvie triumfował w sprincie, 14 grudnia 1996 roku w Oslo, 2 lutego 1997 roku w Osrblie i 6 stycznia 2001 roku w Oberhofie wygrywał bieg pościgowy, a 14 marca 1996 roku w Hochfilzen był najlepszy w biegu indywidualnym. Najlepsze wyniki osiągnął w sezonie 1995/1996, kiedy zajął drugie miejsce w klasyfikacji generalnej, plasując się między Władimirem Draczowem i Svenem Fischerem. W sezonie 1996/1997 był trzeci, za Fischerem i Ole Einarem Bjørndalenem z Norwegii, trzecie miejsce zajmując też w klasyfikacjach sprintu i biegu pościgowego. Ponadto w sezonie 2001/2002 zdobył Małą Kryształową Kulę za zwycięstwo w klasyfikacji biegu masowego.
Najwięcej medali wywalczył na mistrzostwach świata w Ruhpolding w 1996 roku. Najpierw wspólnie z Władimirem Draczowem, Pawłem Muslimowem i Siergiejem Rożkowem zajął drugie miejsce w biegu drużynowym. Trzy dni później zdobył srebrny medal w sprincie, rozdzielając Draczowa i Włocha René Cattarinussiego. Ponadto razem z Draczowem, Siergiejem Tarasowem i Aleksiejem Kobielewem zwyciężył w sztafecie. Na rozgrywanych rok później mistrzostwach świata w Osrblie był dwunasty w sprincie. W biegu pościgowym po bezbłędnym strzelaniu zdołał wyprzedzić wszystkich rywali i zdobyć złoty medal. Był to debiut tej konkurencji w programie mistrzostw świata, Majgurow został tym samym pierwszym w historii mistrzem świata w biegu pościgowym. W 1998 roku reprezentacja Rosji w składzie: Draczow, Kobielew, Rożkow i Majgurow zajęła trzecie miejsce w biegu drużynowym. Ponadto zdobył też trzy kolejne medale w sztafecie: złoty na mistrzostwach świata w Oslo/Lahti w 2000 roku (skład: Majgurow, Rożkow, Draczow i Pawieł Rostowcew) oraz srebrne podczas mistrzostw świata w Kontiolahti w 1999 roku (Majgurow, Rożkow, Draczow i Rostowcew) i mistrzostw świata w Kontiolahti w 1999 roku (Majgurow, Rożkow, Rostowcew i Siergiej Czepikow).
Startował w barwach Białorusi podczas igrzysk olimpijskich w Lillehammer w 1994 roku. Zajął tam 23. miejsce w biegu indywidualnym, 37. miejsce w sprincie i czwarte w sztafecie. Podczas rozgrywanych cztery lata później igrzysk w Nagano, już jako Rosjanin, zdobył razem z Muslimowem, Draczowem i Tarasowem brązowy medal w sztafecie. Wystartował tam także w sprincie, w którym był czwarty, przegrywając walkę o podium z Ville Räikkönenem z Finlandii o 14,3 sekundy. Brał również udział w igrzyskach olimpijskich w Salt Lake City w 2002 roku, zdobywając brązowy medal w biegu indywidualnym. W zawodach tych wyprzedzili go tylko Ole Einar Bjørndalen i Niemiec Frank Luck. Był tam ponadto siódmy w sprincie i biegu pościgowym oraz czwarty w sztafecie.
W 2003 roku zakończył karierę. Jeszcze w tym samym roku został wybrany zastępcą gubernatora Chanty-Mansyjskiego Okręgu Autonomicznego. W latach 2008–2011 był przewodniczącym komitetu kultury fizycznej i sportu w tym okręgu. Był też prezydentem miejscowej federacji biathlonowej, a w 2010 roku został delegatem technicznym IBU.

## Osiągnięcia

### Igrzyska olimpijskie
| Rok  | Miejscowość    | Konkurencje | Konkurencje | Konkurencje | Konkurencje | Konkurencje | Konkurencje | Konkurencje |
| Rok  | Miejscowość    | IN          | SP          | PU          | MS          | RL          | MR          | SR          |
| ---- | -------------- | ----------- | ----------- | ----------- | ----------- | ----------- | ----------- | ----------- |
| 1994 | Lillehammer    | 23.         | 37.         | nd.         | nd.         | 4.          | nd.         | –           |
| 1998 | Nagano         | –           | 4.          | nd.         | nd.         | 3.          | nd.         | –           |
| 2002 | Salt Lake City | 3.          | 7.          | 7.          | nd.         | 4.          | nd.         | –           |

### Mistrzostwa świata
| Rok  | Miejscowość         | Konkurencje | Konkurencje | Konkurencje | Konkurencje | Konkurencje | Konkurencje | Konkurencje |
| Rok  | Miejscowość         | IN          | SP          | PU          | MS          | RL          | MR          | SR          |
| ---- | ------------------- | ----------- | ----------- | ----------- | ----------- | ----------- | ----------- | ----------- |
| 1993 | Borowec             | 27.         | –           | nd.         | nd.         | 4.          | nd.         | –           |
| 1995 | Anterselva          | 36.         | –           | nd.         | nd.         | –           | nd.         | –           |
| 1996 | Ruhpolding          | –           | 2.          | nd.         | nd.         | 1.          | nd.         | –           |
| 1997 | Osrblie             | 18.         | 12.         | 1.          | nd.         | 8.          | nd.         | –           |
| 1998 | Pokljuka/Hochfilzen | nd.         | nd.         | –           | nd.         | nd.         | nd.         | –           |
| 1999 | Kontiolahti/Oslo    | 41.         | –           | –           | –           | 2.          | nd.         | –           |
| 2000 | Oslo/Lahti          | 11.         | –           | –           | 20.         | 1.          | nd.         | –           |
| 2001 | Pokljuka            | 5.          | 13.         | 11.         | 18.         | 4.          | nd.         | –           |
| 2002 | Oslo                | nd.         | nd.         | nd.         | 10.         | nd.         | nd.         | –           |
| 2003 | Chanty-Mansyjsk     | –           | 9.          | 28.         | 12.         | 2.          | nd.         | –           |

### Puchar Świata

#### Miejsca w klasyfikacji generalnej
| Sezon     | Miejsce |
| --------- | ------- |
| 1988/1989 | 72.     |
| 1991/1992 | -       |
| 1992/1993 | 37.     |
| 1994/1995 | 23.     |
| 1995/1996 | 2.      |
| 1996/1997 | 3.      |
| 1997/1998 | 8.      |
| 1998/1999 | 25.     |
| 1999/2000 | 18.     |
| 2000/2001 | 10.     |
| 2001/2002 | 8.      |
| 2002/2003 | 35.     |

#### Miejsca na podium w zawodach chronologicznie
| Lp. | Dzień       | Rok  | Miejscowość    | Konkurencja                | Lokata | Pudła   | Czas biegu | Strata  | Zwycięzca             |
| --- | ----------- | ---- | -------------- | -------------------------- | ------ | ------- | ---------- | ------- | --------------------- |
| 1.  | 18 grudnia  | 1993 | Pokljuka       | Sprint na 10 km            | 1.     | 0+0     | 27:42,0    | –       | –                     |
| 2.  | 13 stycznia | 1994 | Ruhpolding     | Bieg indywidualny na 20 km | 2.     | 0+0+0+0 | 46:33,0    | +37,5   | Patrice Bailly-Salins |
| 3.  | 19 marca    | 1994 | Canmore        | Sprint na 10 km            | 2.     | 0+0     | 26:22,2    | +4,3    | Sylfest Glimsdal      |
| 4.  | 18 marca    | 1995 | Lillehammer    | Sprint na 10 km            | 1.     | 0+0     | 29:34,5    | –       | –                     |
| 5.  | 16 grudnia  | 1995 | Oslo           | Sprint na 10 km            | 2.     | 0+0     | 25:45,6    | +0,5    | Sven Fischer          |
| 6.  | 9 lutego    | 1996 | Ruhpolding     | Sprint na 10 km            | 2.     | 0+0     | 26:52,3    | +9,7    | Władimir Draczow      |
| 7.  | 7 marca     | 1996 | Pokljuka       | Bieg indywidualny na 20 km | 3.     | 0+1+0+0 | 52:43,6    | +32,4   | Siergiej Rożkow       |
| 8.  | 9 marca     | 1996 | Pokljuka       | Sprint na 10 km            | 2.     | 0+0     | 26:49,7    | +19,5   | Władimir Draczow      |
| 9.  | 14 marca    | 1996 | Hochfilzen     | Bieg indywidualny na 20 km | 1.     | 0+0+0+0 | 52:23,1    | –       | –                     |
| 10. | 12 grudnia  | 1996 | Oslo           | Sprint na 10 km            | 1.     | 0+0     | 25:55,3    | –       | –                     |
| 11. | 14 grudnia  | 1996 | Oslo           | Bieg pościgowy na 12,5 km  | 1.     | 0+0+0+1 | 1:01:16,6  | –       | –                     |
| 12. | 5 stycznia  | 1997 | Oberhof        | Bieg pościgowy na 12,5 km  | 2.     | 0+1+0+0 | 37:39,8    | +19,8   | Ole Einar Bjørndalen  |
| 13. | 9 stycznia  | 1997 | Ruhpolding     | Bieg indywidualny na 20 km | 3.     | 0+0+0+0 | 52:06,7    | +1:33,6 | Ricco Groß            |
| 14. | 18 stycznia | 1997 | Anterselva     | Sprint na 10 km            | 1.     | 0+0     | 27:06,7    | –       | –                     |
| 15. | 2 lutego    | 1997 | Osrblie        | Bieg pościgowy na 12,5 km  | 1.     | 0+0+0+0 | 33:21,9    | –       | –                     |
| 16. | 11 grudnia  | 1997 | Östersund      | Bieg indywidualny na 20 km | 3.     | 1+1+0+0 | 49:19,0    | +21,3   | Sylfest Glimsdal      |
| 17. | 17 stycznia | 1998 | Anterselva     | Sprint na 10 km            | 3.     | 1+0     | 29:06,8    | +22,7   | Ole Einar Bjørndalen  |
| 18. | 5 marca     | 1998 | Pokljuka       | Sprint na 10 km            | 3.     | 0+1     | 26:47,5    | +12,7   | Frank Luck            |
| 19. | 12 marca    | 1998 | Hochfilzen     | Bieg indywidualny na 20 km | 3.     | 0+0+0+0 | 53:02,9    | +2:53,6 | Władimir Draczow      |
| 20. | 6 stycznia  | 2001 | Oberhof        | Bieg pościgowy na 12,5 km  | 1.     | 0+0+1+0 | 36:17,3    | –       | –                     |
| 21. | 12 stycznia | 2002 | Oberhof        | Bieg masowy na 15 km       | 3.     | 0+1+0+1 | 42:42,4    | +3,6    | Raphaël Poirée        |
| 22. | 11 lutego   | 2002 | Salt Lake City | Bieg indywidualny na 20 km | 3.     | 0+0+1+0 | 51:03,3    | +37,3   | Ole Einar Bjørndalen  |